# Pionij
Pionij imenujemo vezano stanje dveh mezonov piona π+ in njegovega antidelca piona π-. Vsako povezavo delca in njegovega antidelca imenujemo eksotični atom. V tem primeru dobimo pionski atom.  Pioniji nastajajo pri trkih protonov v atomsko jedro (npr. v nikljevo ).
Po trku nastane pionij ali pa par mezonov π0, ki se anihilirata.
V CERN-u potekajo raziskave življenjske dobe pionija. V okviru poskusa z imenom DIRAC so ugotovili, da je srednja življenjska doba pionija okoli 2,82.10−15 s .